# Station Mauzens-Miremont
Station Mauzens-Miremont is een voormalig  spoorwegstation in de Franse gemeente Mauzens-et-Miremont, gelegen aan de spoorlijn Niversac - Agen. Het station sloot laat in de jaren 2010 voor het reizigersverkeer. 